# Diggers 2: Extractors
Diggers 2: Extractors est un jeu vidéo de puzzle développé par Millennium Interactive et édité par Psygnosis, sorti en 1995 sur DOS.
Il fait suite à Diggers.

## Accueil
- PC Gamer : 73 %[1]